# 清水かつら
清水 かつら（しみず かつら、1898年（明治31年）7月1日 - 1951年（昭和26年）7月4日）は男性詩人。本名は、清水 桂。特に童謡詩人として知られる。

## 生涯
本名は清水桂。東京深川生まれ。4歳で生母と父は離縁し、12歳で継母を迎え、本郷区本郷元町に住み、父と継母に育てられた。
京華商業学校（現在の京華商業高等学校）予科修了後、青年会館英語学校に進学し、1916年（大正5年）合資会社中西屋書店（書籍・文具店、東京市神田区表神田2番、後に丸善が吸収）出版部へ入社した。
中西屋書店は少年・少女向けの雑誌を刊行するため「小学新報社」を創設し、かつらは、少女雑誌「少女号」（1916年〈大正5年〉創刊）や「幼女号」「小学画報」を編集した。編集者には、鹿島鳴秋（「浜千鳥」「金魚のひるね」作詞者）や山手樹一郎がいた。
編集の傍ら童謡の作詞を始め、関東大震災で継母の実家に近い埼玉県白子村・新倉村（現・和光市）に移り、ここで生涯を送った。
1927年（昭和2年）小学新報社を退社。
1933年（昭和8年）-1943年（昭和18年）の間、花岡学院の講師となる。
1951年（昭和26年）7月4日に、「酒が飲めなくなったら終りだ」とつぶやいて、享年53で永眠。同年7月11日に、文京区本駒込の吉祥寺で音楽葬が行われ、弘田龍太郎や中山晋平の弔辞の後、ビクター児童合唱団と音羽ゆりかご会が「靴が鳴る」を斉唱、最後に四家文子が「叱られて」を歌った。
墓所は、文京区本駒込の吉祥寺。

## 主な作品

### 戦前
- 靴が鳴る（1919年（大正8年）9月11日作曲、「少女号」同年11月号に発表、弘田龍太郎作曲）
- 叱られて（「少女号」1920年（大正9年）4月号に発表、弘田龍太郎作曲）
- あした（「少女号」1920年（大正9年）6月号に発表、弘田龍太郎作曲）
- 雀の学校（1921年（大正10年）12月7日作曲、「少女号」1922年（大正11年）2月号に発表、弘田龍太郎作曲）

### 戦後
- みどりのそよ風（1948年（昭和23年）、草川信作曲） - 新時代を象徴するような明るい曲で、現在も人気が高い。

### 作品集
- 『清水かつら童謡集』 上笙一郎、別府明雄 編、海沼実 （ネット武蔵野、2008年3月） ISBN 4944237464
  - 存命中も含めて、かつら唯一の作品集。

## 歌碑など
東武東上線和光市駅前に、「みどりのそよ風」、「靴が鳴る」、「叱られて」の歌詞が刻まれた歌碑がある。
東武東上線成増駅の南口に「うたの時計塔」（主な作品に掲げている5作品に、「浜千鳥」を加えた楽曲が流れる。1976年（昭和51年）8月8日設置。）、北口に「みどりのそよ風」碑、アクトホール外壁に「雀の学校」の楽譜と歌詞を刻んだプレートがある。
白子宿と新田宿の境の白子橋に「靴が鳴る」の歌碑がある。清水かつらはこの橋のすぐ脇に生家があった。
清水かつらが詩の指導を行った和光市立白子小学校には、「みどりのそよ風」の歌碑がある。